# Agamyxis
Agamyxis là một chi cá trong họ Cá da trơn thuộc bộ cá da trơn (Catfish). Chi này được tìm thấy ở những vùng nhiệt đới thuộc Nam Mỹ.

## Các loài
Hiện hành có hai loài được ghi nhận trong chi này
- Agamyxis albomaculatus (W. K. H. Peters, 1877)
- Agamyxis pectinifrons (Cope, 1870) (cá mèo đốm da trơn)

Cả hai loài trong chi này đều dài khoảng 15 centimetres (6 in) Các loài này có vẻ bề ngoài đều rất tương đồng với nhau, đặc biệt chúng giống nhau về hình dáng với những điểm đốm và những đường nét ở phần đuôi Chúng có thể sống đến 17 năm. Cả hai loài này đều là những loài cá cảnh khá phổ biến và được ưa chuộng nuôi trong các bể thủy sinh.